# بخش ترن تارن
بخش ترن تارن (به انگلیسی: Tarn Taran district) یک بخش در هند است که در پنجاب واقع شده‌است. بخش ترن تارن ۲٬۴۱۴ کیلومتر مربع مساحت و ۱٬۱۲۰٬۰۷۰ نفر جمعیت دارد.